# Biman Bangladesh Airlines
Biman Bangladesh Airlines är ett bangladeshiskt flygbolag.
I bolagets flygplansflotta ingår Boeing 737-800, Boeing 777-300ER, Boeing 787-8 och Bombardier Dash Q400.